# تاريخية محمد
في حين أن وجود محمد صلى الله عليه وسلم ثبت من خلال السجلات التاريخية أو شبه المعاصرة والمعاصرة،  إلا إن هناك بعض المستشرقين المتأخرين في نهاية القرن العشرين يحاولون وفق ادعاءاتهم اختلاق فرضيات بهدف إيجاد تباين بين توافق العناصر التاريخية والعناصر غير التاريخية التي تناولت حياة محمد وسيرته منذ 14 قرناً.
ظهرت في سبعينيات القرن العشرين مدرسة استشراقية متطرفة تعادي المصادر التاريخية الإسلامية، ونتائج هذه المدرسة متضاربة رغم انطلاقها من افتراضات مشتركة. وهي تعارض أي مصادر تاريخية تناولت سيرة محمد، حتى وإن كتبها غير المسلمين، حين تتوافق مع المصادر التاريخية الإسلامية التي تناولت الوجود التاريخي لمحمد، وذهب بعض المستشرقين المتطرفين من أتباع هذه المدرسة من شدة عدائهم لمحمد إلى إنكار الآثار التاريخية التي خلفها في مسقط رأسه مكة المكرمة ومدينته المدينة المنورة وبقية أنحاء الجزيرة العربية، من خلال فرضية تنكر وجود مكة والمدينة ثم اختلقوا فرضية أخرى ادعوا من خلالها أن مكة المكرمة المدينة المنورة بل والحجاز أيضًا ليست هي مكة والمدينة والحجاز وأن مكة والمدينة والحجاز خارج حدود شبه الجزيرة العربية، وتضمنت فرضيات هؤلاء المستشرقين إنكارا لوجود قريش وإنكارا للفتوحات التي قادها أصحاب محمد من الجزيرة العربية، وإنكارا للقرآن بوصفه رسالة محمد.
خلفت فرضيات هذه المدرسة الاستشراقية سيلاً من الانتقادات من المستشرقين وعلماء الغرب أنفسهم بسبب ركاكة تلك الفرضيات التي اختلق أصحابها فجوات تاريخية لدعم ادعاءاتهم.
أقدم مصدر إسلامي للمعلومات عن حياة محمد، هو القرآن ويعتبر وثيقة تاريخية، وفيه ذكر اسمه ومعلومات شخصية مثل حواراته وغزواته فذكرت معركة بدر وأحد والخندق وتفاصيلها، وذكر أهل بيته بما فيه ذكر حادثة مقاطعته لزوجاته وتخيريهن بين العيش الزاهد معه أو الطلاق، وقصة طلاق زينب من زيد وزواجه لاحقًا بها، وموقف المستشرقين الجدد متناقض من هذه الحادثة، فهم يثقون بذكر القرآن لهذه الحادثة ويبنون طعناً أخلاقياً عليها وفق تصور سلبي لمجرياتها، ثم ينكرون تاريخية القرآن وتاريخية محمد بعد ذلك، وفي القرآن ذكر للأسئلة التي طرحت عليه وسميت سورة باسم «المجادلة» في قصة امرأة وشكواها. النص التالي في الأهمية هو الحديث النبوي، ثم السيرة النبوية والذي دون في الأعمال التاريخية للكتاب من القرن الثالث والرابع من العصر الإسلامي (حوالي 800-1000 بعد الميلاد).

## وجهات نظر المؤرخين المعاصرين
طرح غوستاف لوبون مقارنة بين تاريخية محمد وتاريخية يسوع فقال «نعرف ما فيه الكفاية عن حياة محمد، أما حياة المسيح فمجهولة تقريبًا، وإنك لن تطمع أن تبحث عن حياته في الأناجيل» ويؤكد هذه المقارنة المستشرق بودلي الذي خالط البدو العرب سبع سنين وألف كتاب «حياة محمد» «لا نعرف إلا شذرات عن حياة المسيح، أما في سيرة محمد فنعرف الشيء الكثير، ونجد التاريخ بدل الظلال والغموض»، كما أكد أرنولد توينبي المؤرخ الشهير الفكرة ذاتها. أما عبد الكريم جرمانوس المستشرق المجري فما كتبه باللغات الأوربية ودراساته المعمقة وكتابه «الله أكبر!» وتدريسه عن الإسلام في جامعة «لورانت أنوفيش» فيشكل الوجه الآخر للمستشرقين المشككين بل إن جورج ويلز أشهر من طعن في تاريخية المسيح مدح تاريخية محمد وتوثيق سيرته.
كان المستشرق النمساوي ألويس اشبرنجر قد كتب في مقدمة كتاب الإصابة في تمييز الصحابة، عن ضخامة العمل التوثيقي الدقيق الذي قام به المسلمون في علم الرجال أو الجرح والتعديل: «لم تكن فيما مضى أمة من الأمم السالفة، كما أنه لا توجد الآن أمة من الأمم المعاصرة، أتت في علم أسماء الرجال بمثل ما جاء به المسلمون في هذا العلم الخطير الذي يتناول أحوال خمسمائة ألف رجل وشؤونهم»ويستمر النقاش حول تاريخية محمد رغم ذلك.
ومن الطرف المقابل فقد طرح المستشرق السوفياتي كليموفيتش في عام 1930، تشكيكاً بوجود محمد تاريخياً، لم تجد أطروحته من يهتم بها في الدراسات الإسلامية. وأعيد التشكيك بتاريخية محمد لاحقاً عندما بدأ في عقد 1970 ما يسمى المدرسة التحريرية للدراسات الإسلامية، مما أثار الشكوك الأساسية حول موثوقية المصادر الإسلامية التقليدية وتطبيق الأساليب التاريخية النقدية في الفترة الإسلامية المبكرة. بعد الأطروحات الاستفزازية الأولى، كان النقد التاريخي متبايناً وخاضعاً للانتشار في الدراسات الإسلامية بكثافة مختلفة. وتوجد حالياً أقلية من مؤرخي الإسلام المبكر ممن يشككون في تاريخ محمد.
وادعى بعضهم[من؟] أن محاولات التمييز بين العناصر التاريخية والعناصر غير التاريخية للعديد للوثائق عن محمد لم تكن ناجحة للغاية. مصدر رئيسي للصعوبة في البحث عن محمد التاريخي هو النقص الحديث في المعرفة حول حقبة ما قبل الإسلام العربي. وفقاً لهارالد موتزكي «من ناحية، فإنه من غير الممكن كتابة سيرة تاريخية للنبي دون أن يتم اتهامه باستخدام المصادر دون تمحيص، بينما من ناحية أخرى، عند استخدام المصادر بشكل نقدي، فإنه ببساطة لا يمكن كتابة مثل هذه السيرة الذاتية» ".
ويرى المستشرق مايكل كوك أن الأدلة المستقلة عن التقاليد الإسلامية «تمنع أي شكوك حول ما إذا كان محمد شخصاً حقيقياً» ويظهر بوضوح أنه أصبح الشخصية المركزية لدين جديد في العقود التالية لوفاته. غير أنه يشير إلى أن هذا الدليل يتعارض مع النظرة الإسلامية في بعض الجوانب، حيث يربط محمد مع إسرائيل بدلاً من شبه الجزيرة العربية الداخلية،  مما يعقد مسألة تأليفه الوحيد أو نقله للقرآن، ويوحي بأن هناك يهوداً وعرباً بين أتباعه. بالنسبة لباتريشيا كرون، وهي مؤرخة إشكالية أيضاً، فإن نصاً يونانياً واحداً كتب في وقت وفاة محمد، يُقدم «دليلاً لا يمكن دحضه» على أنه شخصية تاريخية. هناك أيضاً كما تقول، أدلة «جيدة بشكل استثنائي» على أن محمد كان زعيماً سياسياً ونبياً عربياً. وتقول إنه يمكننا أن نكون «متأكدين إلى حد كبير» في عزو كل أو معظم القرآن إليه. وترى باتريشيا كرون أن ارتباط محمد التقليدي مع شبه الجزيرة العربية قد يكون «مستوحى من العقيدة»، وهو موضع شك من جانب القرآن نفسه، والذي يصف النشاط الزراعي الذي لم يكن من الممكن أن يحدث هناك، [محل شك] بالإضافة إلى الإشارة إلى الموقع من سدوم الذي يبدو أنه يضع مجتمع محمد بالقرب من البحر الميت[بحاجة لدقة أكثر].
في كتابهم «مفترق الطرق إلى الإسلام» عام 2003، يقدم كل من يهودا دي نيفو وجوديث كورين أطروحة، بناءً على دراسة مكثفة للأدلة الأثرية من الفترة الإسلامية المبكرة، والتي قد لا يكون محمد موجوداً فيها، مع وجود الإسلام التوحيدي فقط بعد مرور بعض الوقت من الفترة الزمنية المفترضة أنه عاش فيها. وقد وصف هذا الأمر بأنه «معقول أو على الأقل قابل للجدل» ويستخدم «منهجية تاريخية صارمة للغاية» من قبل ديفيد كوك من جامعة رايس، ولكن تمت مقارنته بإنكار الهولوكوست من قبل المؤرخ كولين ويلز، والذي يقترح أن المؤلفين يتعاملون مع بعض الأدلة بشكل غير منطقي.
اقترح فولكر بوب في عام 2004 وعام 2005 أن كل من محمد وعلي هما لقبين ليسوع المسيح أطلقوا من قبل مسيحيين سريان في الإمبراطورية الساسانية (حيث يعني اسم محمد «مبارك» كونها تعادل البينديكتوس (ευλογηµένος) من العهد الجديد). وفي دراسة نقودية، قام بوب بتحديد النقود المعدنية التي تعود إلى القرن السادس عشر الهجري المنقوش مع كلمة محمد، ولكنها تفتقر إلى رسول الله والذي أصبح شائعاً فيما بعد. وقام بوب بإنتاج عملات عربية وساسانية وعربية منقوشة مع مهمت في خط بهلوي، وأيضاً جزئياً مع محمد باللغة العربية، وفي بعض الحالات إلى جانب الرمزية المسيحية. ويجادل هيغر (2008) بأن محمد «البركة» كونه لقب للمسيح لا يستبعد بالضرورة تاريخ نبي الإسلام. وإنه بالأحرى يفتح مجالاً من الاحتمالات تلخص في ثلاثة بدائل للافتراض لوقائع محمد مشابهة بشكل مشابه لكتابات الحديث النبوي:
- التقليد الإسلامي على حياة محمد أسطوري تماماً.[19]
- محمد شخصية تاريخية، لكنه كان نشطاً بعد قرن تقريباً مما يقترحه التقليد الإسلامي.[19]
- كان هناك شخصان متميزان، وكلاهما حملا لقب محمد أو «المبارك»، أحدهما نشط في أوائل القرن السابع، وهو مؤلف السوَّر المكية، والآخر مامد والذي ذكره يوحنا الدمشقي، مؤلف السوَّر المدنية.[19]

ومن علماء التاريخ العربي والمستشرقين المرموقين الذين انتقدوا منهج باتريشا «روبرت سيرجنت» Robert Bertram Serjeant في مراجعته العلمية لكتاب باتريشا؛ «تجارة مكة وظهور الإسلام: سوء فهم وسجالات خاطئة» وذكر التحريفات والأخطاء وقال إنه كتاب قد يحقق الشهرة لمؤلفته ولكنه كتاب سيئ وجدلي يصلح لطالب مبتدئ ولا يفيد في فهم الإسلام وتاريخه.